# Rushford, Minnesota
Rushford là một thành phố thuộc quận Fillmore, tiểu bang Minnesota, Hoa Kỳ. Năm 2010, dân số của thành phố này là 1731 người.

## Dân số
- Dân số năm 2000: 1696 người.
- Dân số năm 2010: 1731 người.